# Sarsinebalia
Sarsinebalia is een geslacht van kreeftachtigen uit de klasse van de Malacostraca (hogere kreeftachtigen).

## Soorten
- Sarsinebalia cristoboi Moreira, Gestoso & Troncoso, 2003
- Sarsinebalia kunyensis Ledoyer, 2000
- Sarsinebalia typhlops (Sars G.O., 1870)
- Sarsinebalia urgorrii Moreira, Gestoso & Troncoso, 2003